# Come un gelato all'equatore
Come un gelato all'equatore è il sedicesimo album in studio del cantautore italiano Pino Daniele, pubblicato nel marzo 1999 dalla CGD East West.

## Successo
Come un gelato all'equatore fu il 28º disco più venduto dell'anno, raggiungendo come picco il 1º posto della classifica italiana.
Da questo album vengono estratti i singoli Neve al sole e Cosa penserai di me.

## Tracce
1. Alibi perfetto – 4:23
2. Ladro d'amore – 4:11
3. Neve al sole – 5:00
4. Cosa penserai di me – 4:23
5. Si forever – 4:09
6. Da soli no – 5:33
7. Come un gelato all'equatore – 4:28
8. Samba in my mind – 4:40
9. I buoni e i cattivi – 5:13
10. Soldato dell'universo – 4:11
11. Viaggio senza ritorno – 4:34
12. Stella cometa – 3:52

## Formazione
- Pino Daniele - chitarra, voce
- Jean Philippe Dary - pianoforte, tastiera
- Gianluca Podio - pianoforte, tastiera
- Fabio Massimo Colasanti - tastiera, chitarra, sitar
- Jimmy Earl - basso
- Pino Palladino - basso
- Manu Katché - batteria
- Aron Ahmman - batteria
- Mino Cinelu - percussioni
- Emanuela Cortesi, Giulia Fasolino, Rossana Casale - cori

## Classifiche
| Classifica (1999) | Posizione massima |
| ----------------- | ----------------- |
| Europa            | 25                |
| Italia            | 1                 |
| Svizzera          | 42                |

### Classifiche di fine anno
| Classifica (1999) | Posizione |
| ----------------- | --------- |
| Italia            | 28        |